# AS SONABEL Ouagadougou
AS SONABEL Ouagadougou is een Burkinese voetbalclub uit de hoofdstad Ouagadougou. De club werd in 1990 opgericht en wordt gesponsord door de Burkinese energiemaatschappij. Naast voetbal is de club ook actief in tennis, handbal, volleybal, basketbal en vechten.
In 2003 werd de club kampioen van de tweede klasse en promoveerde zo naar de hoogste klasse. In 2008 degradeerde de club. Na één seizoen keerde de club terug.
In 2021 werd de club voor het eerst landskampioen.

## Erelijst
Première Division (Burkina Faso)
2020/21
Beker van Burkina Faso
Finalist: 2011, 2013